# Włodzimierz Haupe

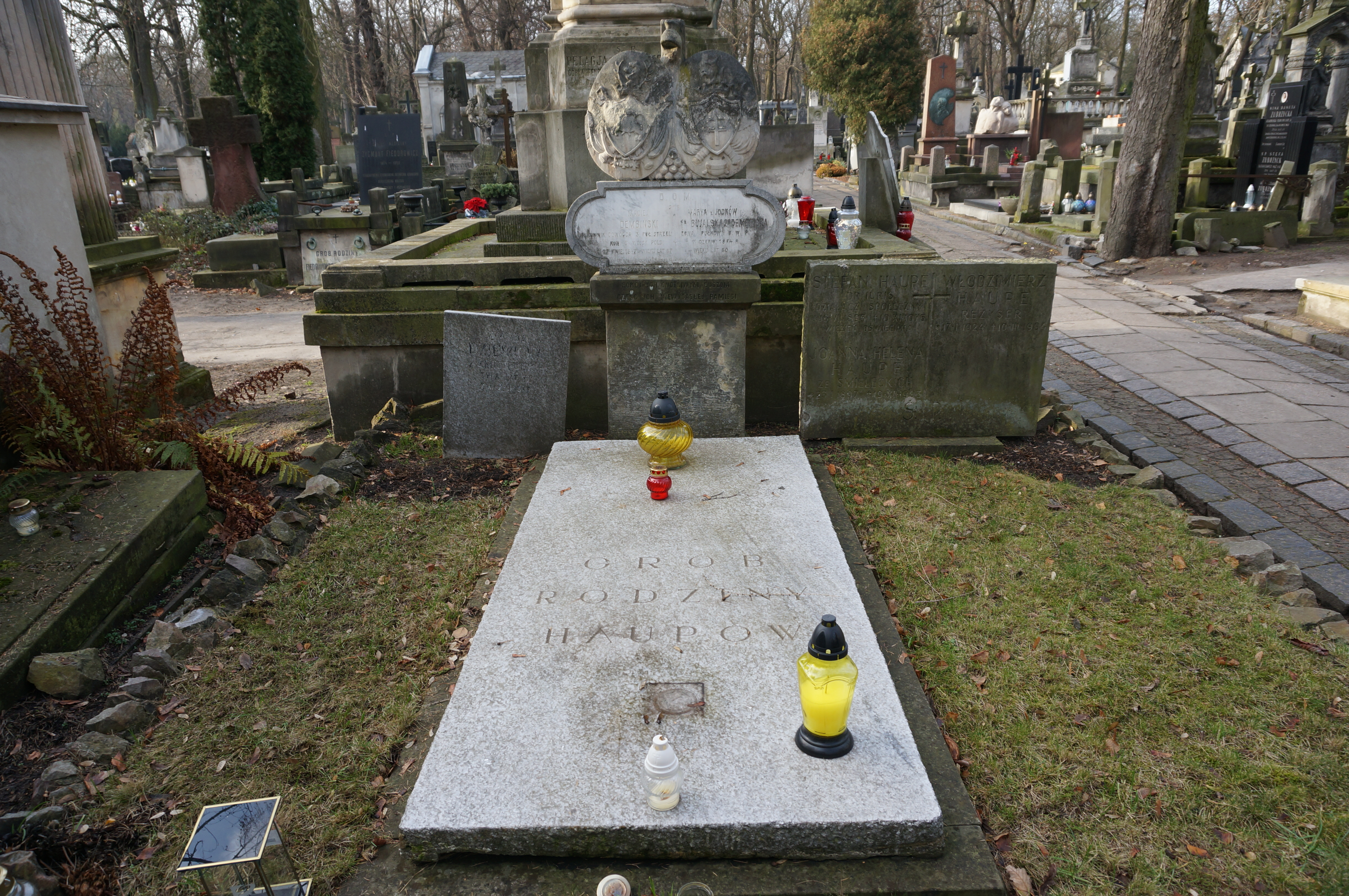
Grób Włodzimierza Haupa na cmentarzu Powązkowskim

Włodzimierz Haupe (ur. 17 stycznia 1924 w Gnieźnie, zm. 10 marca 1994 w Warszawie) – polski reżyser i scenarzysta filmowy. Twórca filmów animowanych i fabularnych.

## Życiorys
W 1943 ukończył Wyższą Szkołę Inżynieryjną Wawelberga w Warszawie. W latach 1947–1949 przebywał jako korespondent prasowy w Czechosłowacji, gdzie zapoznał się z techniką animacji. Swój pierwszy film animowany zrealizował wspólnie z Haliną Bielińską w Szwajcarii. Od 1950 pracował w Wytwórni Filmów Fabularnych w Łodzi. Był współzałożycielem i pierwszym dyrektorem Studia Filmów Lalkowych w Tuszynie koło Łodzi. W latach 50. zrealizował kilkanaście filmów animowanych; były to m.in. Ślimak niecnota (1951), Wawrzyńcowy sad (1952), Janosik (1954), Cyrk (1954), Opowiadanie księżyca (1955), Zmiana warty (1958), But (1959). Za Cyrk i Zmianę warty był nominowany do Złotej Palmy na Festiwalu Filmowym w Cannes. Na festiwalu w Cannes w 1959 roku otrzymał razem z Haliną Bielińską nagrodę za Zmianę warty w kategorii filmów krótkometrażowych (nagroda ex-aequo z New York, New York Francisa Thompsona). W 1960 debiutował – również wspólnie z Haliną Bielińską – filmem fabularnym pt. Szczęściarz Antoni. W sumie wyreżyserował w latach 60. i 70. 8 filmów fabularnych, a w latach 80. 2 seriale telewizyjne dla młodzieży. Współpracował m.in. z Janem Brzechwą, Jarosławem Iwaszkiewiczem, Krzysztofem Komedą.
Od 1987 był sekretarzem generalnym Stowarzyszenia Filmowców Polskich. W latach 1988–1990 członek Rady Ochrony Pamięci Walk i Męczeństwa. Odznaczony Krzyżem Kawalerskim Orderu Odrodzenia Polski (w 1959).
Pochowany na cmentarzu Powązkowskim w Warszawie (kwatera 173-5-1/2).
Jego synem jest archeolog Piotr Bieliński.

## Filmografia
- Szczęściarz Antoni (1960); reż. wspólnie z Haliną Bielińską
- Ubranie prawie nowe (1963)
- Głos ma prokurator (1965)
- Poradnik matrymonialny (1967)
- Pejzaż z bohaterem (1970)
- Dwoje bliskich obcych ludzi (1974)
- Doktor Judym (1975) na podstawie Ludzi bezdomnych Stefana Żeromskiego
- Prom do Szwecji (1979)
- Tylko Kaśka (1980; serial TV)
- Przybłęda (1984; serial TV)